# Charlotte Roel
Anne Charlotte Adams, bedre kendt som Charlotte Roel, er en dansk sangskriver og sangerinde.
Hun har udgivet albummet Generation Love.